# VBCI
El Véhicule blindé de combat d'infanterie (VBCI) es un vehículo blindado de combate todo terreno de ocho ruedas, concebido y fabricado en Francia por Nexter Systems y por Renault Trucks Défense destinado a reemplazar el AMX-10 P. El ensamblaje, la integración y las pruebas de cada vehículo se realizan en la factoría de Roanne propiedad de Nexter Systems.

## Historia y desarrollo
Al principio de 1990, el gobierno francés lanzó el programa VBM (vehículo blindado modular) para reemplazar los vehículos de transporte de tropas del ejército francés. Poco después, Alemania y el Reino Unido se unieron al proyecto. Sin embargo, en 1999, Francia decidió continuar el programa en solitario.
El 6 de noviembre de 2000, el gobierno francés pidió 700 vehículos y el programa se reanudó en 2003-2004, el programa alcanzó algunas etapas principales importantes: las pruebas de movilidad/agilidad, la prueba de blindaje y las pruebas de los sistemas electrónicos fueron superadas con éxito.
Del 2004 al 2005, los cinco primeros prototipos (4 tipos de VCI y 1 VPC) fueron sometidos a un test en condiciones climatológicas reales. Estas pruebas mostraron incompatibilidades cruciales en la integración de la torreta Tarask, teniendo que ser rediseñada y postergando el programa dos años más.

## Historia operativa
El VBCI ha sido desplegado en varias misiones internacionales comandadas y/o con participación de tropas francesas. Su primera vez en combate fue en Afganistán, en el mes de junio del año 2010, donde fuera asignado a la protección de convoyes, y el apoyo a los soldados de infantería. Su, hasta ahora, última asignación ha acaecido en Malí donde y desde el año 2013 se ha usado para dar apoyo en los combates contra el estado tuareg, así como se han visto unidades acantonadas en la República Centroafricana.

### Vehículos similares
- Pandur II
- Boxer MRAV
- MOWAG Piranha
- Patria AMV
- FNSS PARS
- BTR-90
- VBM Freccia
- BTR-3
- BTR-4
- Stryker
- 8x8 Dragón